# Škiljenje
Škíljenje ali strabízem je nesposobnost, da bi očesi skladno osredotočili na isto točko. Škiljenje je navadno prirojeno, čeprav ga je pri dojenčku težko ugotoviti. Če je eno ali obe očesi obrnjeni proti nosu, govorimo o konvergentnem strabizmu ali škilastem očesu. Če pa se eno ali obe očesi obračata proti sencem, govorimo o divergentnem strabizmu. Škiljenje mora zdraviti okulist že zgodaj, ko je otrok še majhen in preden se vid očesa, ki je manj v rabi poslabša. Očala, prekrivanje normalnega očesa, očesne vaje, posebne kapljice za oči in kirurški poseg, ki vrne ravnotežje očesnih mišic, pri tem pogosto pomagajo.